# روش (شهرستان اولشتین)
روش (به لهستانی:  Ruś) یک روستا در لهستان است که در گمینا ستاویگودا واقع شده‌است. روش ۷۹۰ نفر جمعیت دارد.